# K10-Kunzarchive

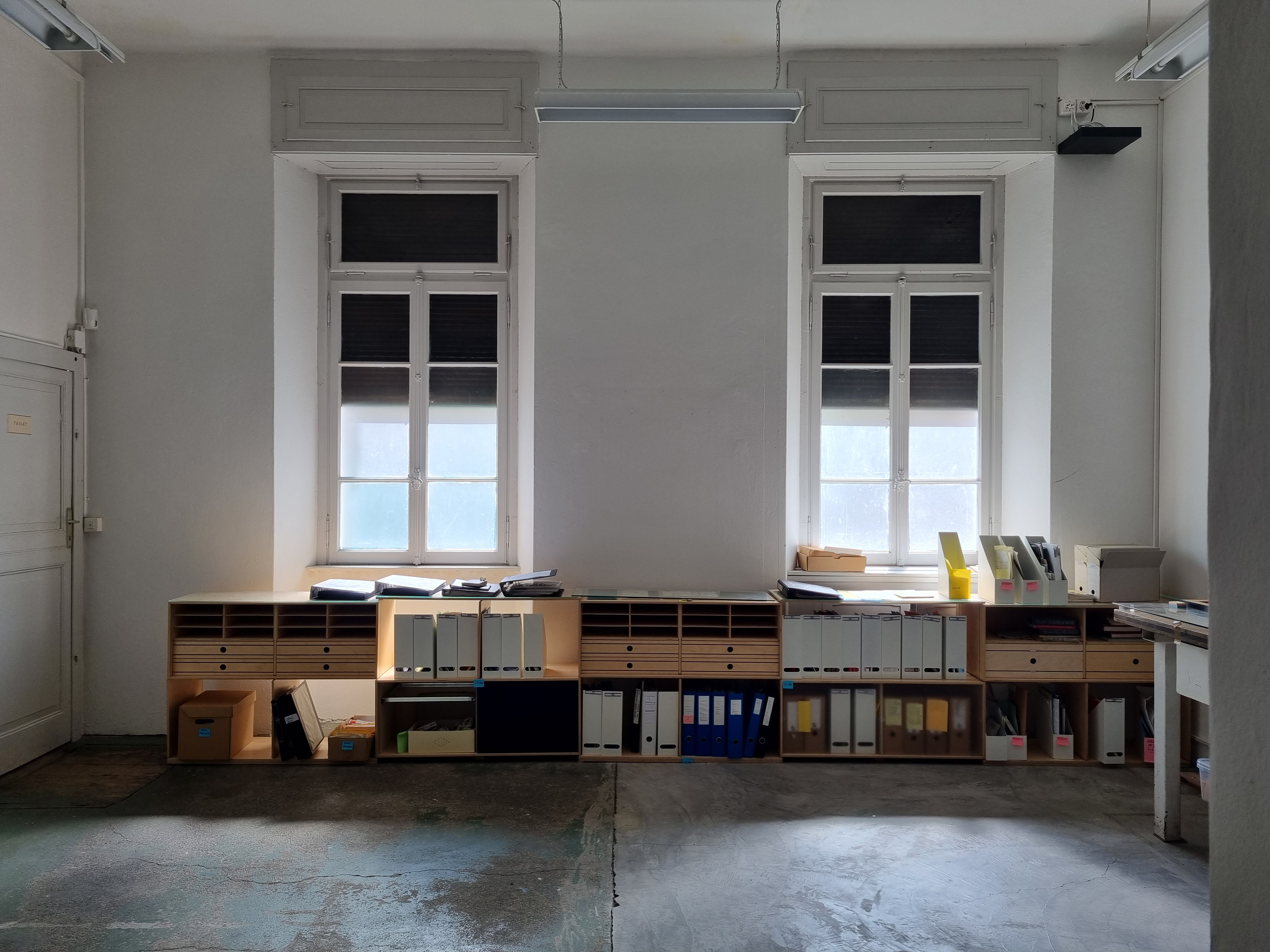
K10-Kunzarchive

Das K10-Kunzarchiv ist ein Dokumentationszentrum und Raum für zeitgenössische Kunst in der Gemeinde Lugano im Kanton Tessin in der Schweiz.

## Geschichte
Das K10-Kunzarchive wurde 2006 von Martin Kunz gegründet. Das Dokumentationszentrum besteht neben der Bibliothek, die etwa 12.000 Einheiten zur zeitgenössischen Kunst umfasst, aus dem professionellen Archiv von Martin Kunz, das das Ergebnis einer langen Karriere als Kurator ist, sowie aus einigen persönlichen Dokumenten, die eine Fläche von etwa 70 laufenden Metern abdecken. Das K10 ist das einzige Beispiel eines Archivs eines Kurators der ersten Generation der Schweizer Schule (Harald Szeemann und Jean-Christophe Ammann unter anderen), das in seinem ursprünglichen Standort und in seiner ursprünglichen Lage unverändert erhalten geblieben ist. Nach dem Tod von Martin Kunz am 25. Oktober 2021 wurde das K10 von der Biblioteca dell'Accademia di Architettura Mendrisio übernommen.